# Садулаев, Муслим Султанович
Мусли́м Султанович Садула́ев (род. 17 октября 1995, Курчалой, Чечня) — российский борец вольного стиля. Серебряный призёр чемпионата Европы (2019). Выступает в весовой категории до 57 кг.

## Биография
В октябре 2017 года Муслим Садулаев стал победителем VIII Международного турнира на призы Ю. Абдусаламова, победив в финале до 57 кг дагестанского борца Саида Газимагомедова.
В августе 2018 года Муслим Садулаев завоевал бронзовую медаль Чемпионата России, проходившего в Одинцово.
В сентябре 2018 года в Минске (Белоруссия) Муслим Садулаев победил на международном турнире Гран-при Александра Медведя. В весе до 57 кг в турнирной сетке оказалось трое россиян: Михаил Иванов, Хасанхусейн Бадрудинов и Муслим Садулаев. Последний победил в финале Владислава Андреева из Белоруссии и завоевал золотую медаль соревнований.
В январе 2019 года Садулаев победил на турнире памяти двукратного олимпийского чемпиона по вольной борьбе Ивана Ярыгина. В финале весовой категории до 57 килограммов он победил своего соотечественника Абасгаджи Магомедова.
9 апреля 2019 года Садулаев выиграл серебряную медаль чемпионата Европы в Бухаресте. В финале весовой категории до 57 кг он уступил представителю Турции Сюлейману Атлы — 3:8.